# Ischgl
Ischgl é uma pequena vila no Vale Paznaun, no Tirol, Áustria. Seu centro de esqui Silvretta Arena Ischgl-Samnaun é conectado ao centro de esqui de Samnaun, através da fronteira com a Suíça. Juntos, estes centros de esqui estão entre os maiores dos Alpes, com 238 km de pistas, que são servidas por 40 elevadores, incluindo teleféricos, elevadores T-Bar, entre outros.